# Пристава (Боровница)
Пристава (словен. Pristava) је насељено место у општини Боровница, Средњесловенска регија, Словенија.

## Историја
До територијалне реорганизације у Словенији била је у саставу старе општине Врхника.

## Становништво
У попису становништва из 2021. године, Пристава је имала 14 становника.
| Број становника према пописима | Број становника према пописима | Број становника према пописима | Број становника према пописима |
| ------------------------------ | ------------------------------ | ------------------------------ | ------------------------------ |
| 1991                           | 2002                           | 2011                           | 2021                           |
| 13                             | З                              | 17                             | 14                             |

Напомена: Године 1995. умањено за део насеља који је припојен насељу Охоница.
- Ознака З представља заштићене податке.